# سيلفيو باغانو
سيلفيو باغانو (بالإيطالية: Silvio Pagano)‏ (12 سبتمبر 1985 بفوبرتال في ألمانيا - ) هو لاعب كرة قدم إيطالي في مركز جناح. لعب مع روت فايس إيسن وفورتونا كولن وكارل زايس يينا ونادي أوردينغن 05 ونادي كولن 2 ‏ ونادي فوبرتال الرياضي وSSVg Velbert ‏ وSC Verl ‏ وSportfreunde Lotte ‏ ونادي فيكتوريا كولن.

## وصلات خارجية
- سيلفيو باغانو على موقع قاعدة بيانات كرة القدم.إي يو (الإنجليزية)
- سيلفيو باغانو على موقع بيانات كرة القدم. دي إي (الألمانية)
- سيلفيو باغانو على موقع Soccerway.com (الإنجليزية)
- سيلفيو باغانو على موقع عالم كرة القدم.نت (الإنجليزية)